# 博雷爾毛鼻鯰
博雷爾毛鼻鯰，為輻鰭魚綱鯰形目毛鼻鯰科的其中一種。分布於南美洲玻利維亞及阿根廷淡水流域，體長可達11公分。

## 扩展阅读
維基物種上的相關：博雷爾毛鼻鯰